# Fadd
Ez a lap Fadd településről szól. A FADD fehérjéről itt olvashatsz: FADD.
Fadd nagyközség Tolna vármegye Tolnai járásában. Hozzá tartozik a népszerű üdülőhely, Dombori is.

## Fekvése
A nagyközség két nagy földrajzi tájegység, a A Dél-Mezőföld és a Tolnai-Sárköz határán, Szekszárdtól északra, a faddi Holt-Duna partján helyezkedik el. A Duna fő ága a 19. század nagy folyamszabályozása nyomán került távolabb (mintegy 5 kilométerre) a településtől.

### Megközelítése
Közigazgatási területén áthalad a 6-os főút, sőt az M6-os autópálya, így az ország távolabbi részei felől ezek a legfontosabb közúti megközelítési útvonalai. Központján azonban csak a Dunaszentgyörgy és Szekszárd között húzódó 5112-es úton halad át, ezen érhető el északnyugati és déli szomszédai felől is. Északkeleti szomszédjával, Gerjennel az 5124-es út köti össze, és határszélét északon érinti még a 6-os főútba Tengelic-Szőlőhegy felől betorkolló 6234-es út is.

## Földrajza
A környéken a földtani viszonyokból következően hasznosítható ásványkincsek, energiaszolgáltató anyagok nincsenek. Kavics, sóder, homok, agyag jelentős mennyiségben található, de ez csak a helyi és a szűkebb környék igényeit elégítette ki. Ilyen körülmények között nem lehet csodálkozni azon, hogy a kezdetektől fogva a mezőgazdaság jelentette a legfontosabb megélhetési forrást. Ehhez minden adottság rendelkezésre áll. A talaj humuszos lösz, a napsütéses órák száma megközelíti a 2000 órát, a csapadék 650–700 mm évente.
A Duna ártere – ma a Holt-Duna ág, amelynek hossza 8,5 km – kiegészítette a mezőgazdasági tevékenységet. Régen a halászat, nádvágás, majd öntözés, illetve napjainkban a Dombori üdülőtelepén zajló turizmus jelentős jövedelmet biztosít a lakosság számára.
A településnek, fekvéséből következően – félúton Paks és Szekszárd között, Tolnától 5 km-re – önálló vonzáskörzete nem alakulhatott ki, ezért a növekedési lehetőségei erősen behatároltak voltak, s alapvetően a mezőgazdaság eltartóképessége szabta meg azokat.

## Története

### Kezdetek
A kedvező földrajzi környezet miatt a térség valószínűleg már az ősidők óta lakott terület volt.
Az ókorban erre húzódott az Aquincum–Mursa hadiút, amelynek egy útjelző kövét a község közelében találták meg.
A honfoglalás után a Megyer törzs szállásterületéhez tartozott és Árpád fiainak kezében volt.
A községről először írásos források a 11. században tesznek említést. A veszprémvölgyi apátság kap itt birtokot és Patadi néven szerepel.
A falu jelentős része 1055-ben a tihanyi apátság birtokába jutott.
Míg az ortodox apácák egy szőlőt és egy szőlőművest birtokoltak, addig a bencések tulajdonában tekintélyes számú szolganép, a falu házainak egy része, valamint 100 kh nádas és kaszáló volt.
A 13. század elején új birtokosként jelentek meg a johanniták, akik a 15. századra a legnagyobb területet tudhatták magukénak.
A tatárjárás idején a környék elpusztult, de a kedvező feltételek gyorsan visszacsalogatták az embereket.
A gyarapodást szemléletesen bizonyítja az a tény, hogy a 15.–16. században mezővárosként szerepelt.
1470-ben a népesség 400-500 fő lehetett, akik főleg szőlőműveléssel, halászattal, némi gabonatermesztéssel és állattenyésztéssel foglalkoztak.
A település a 15. század  első felében a fehérvári konvent és a szekszárdi apátság vetélkedésének színtere, aminek csak 1517-ben szakadt vége.
A török támadás után a helyzet gyorsan konszolidálódott. A lakosság kiheverte a kezdeti csapásokat és igyekezett alkalmazkodni a megváltozott körülményekhez. Ez sikeresnek bizonyult, mert 1557-ben a falu 4675 akcse adót fizetett, amit 160 házra vetettek ki. A névsorból tudjuk, hogy színtiszta magyarok voltak az itt lakók.
A középkori Fadd pusztulásáról pontos ismereteink nincsenek. A katasztrófa bekövetkezhetett a tizenöt éves háború idején, de az sem kizárt, hogy az 1686-87-es időszakban.

### A török hódoltság után
A török kiűzését követően új szakasz kezdődött a település történetében. A lakosság lassan regenerálódott. Míg 1700-ban Blugotta harmincados kilenc telkesjobbágyot, némi állatállományt és gabonakészletet talált, a század végére ez a szám meghaladta a négyezret.
Ez a gyors növekedés a letelepítéseknek köszönhető. A század elején tolnai reformátusok, majd 1727-töl felvidéki tótok érkeztek. Ez utóbbiak annak a nagyszabású telepítési programnak a keretében, amelyet gróf Mercy Claudius császári fővezér a temesi bánság kormányzója szervezett. A tótok elmagyarosodtak, de katolikus vallásukat megtartották.
Az újjáépítéssel párhuzamosan jelentős változások következtek be a gazdaságban és a birtokviszonyokban. Olyan nagyhírű család, mint a Béri Balogh elvesztették birtokaikat és megjelentek a Festeticsek, Széchenyiek, Bartalok, Soponyaiak.

## A 19. században
A 19. század közepén a jobbágyfelszabadítás 355 telkes-, 273 beltelkes jobbágyot és 129 házaszsellért érintett.
A gazdaságban meghatározóvá vált a dohánytermelés, ami messze földön híres 1ett.
A lakosság száma némi hullámzással 4500-6000 fő körül állandósult. Ezzel a lélekszámmal a falu elérte felső határát, mert – ipar híján – a föld eltartó képessége többet nem engedett meg.
A 19. század végére fő vonalaiban kialakult a község központi része. A leégett katolikus templom helyére fölépült egy új 1864-ben.
A területet 1886-ban feltöltötték, így mentesült a rendszeres árvizek alól.
A Bosznia-Hercegovina megszállásánál történt hadműveletek során három falubeli vesztette életét.

### Az első világháború idején
Az első világháborúban a mozgósított 600 katonából közel a fele elveszett. A legsúlyosabb veszteségek 1915-ben voltak, amikor 25 halottja volt a falunak. A veszteségek nemcsak emberéletben jelentkeztek, hanem anyagiakban is. A munkáskéz hiánya, a hadigazdálkodás oda vezetett, hogy már 1915 őszén nem kevesebb, mint 466 személyt kellett gabonasegélyben részesíteni.
A négy évig tartó világháború óriási veszteségekkel járt. A katonáknak mozgósított 600 emberből 74 elesett, 55 nyomtalanul eltűnt, 37 megrokkant, 90 pedig hadifogságba esett. A balkáni- és az orosz front közötti csapatmozgások, a beszállásolások, a hadigazdaság felőrölte a falu gazdasági erejét. Nem volt üzemanyag, szakképzett munkaerő a malmok működtetéséhez, pedig ezekre Faddon kívül Gerjennek és Dunaszentgyörgynek is szüksége lett volna. A leszerelő katonák számára nem volt munkalehetőség, ami csak fokozta az elégedetlenséget.

### Az első világháború után
A helyzeten az őszirózsás forradalom sem változtatott, nem is változtathatott az adott körülmények között. A budapesti eseményekről a járási főszolgabíró november 5-én tájékoztatta a község elöljáróságát, majd 7-én utasítást adott a nemzeti tanács megalakítására.
A nemzeti tanáccsal párhuzamosan megszervezték a nemzetőrséget is. A nemzetőrség azonban megbízhatatlan volt, képtelennek bizonyult a rend helyreállítására. Ezért november 18-án a dohánybeváltó üzem védelmére már egy 5 főbál álló csendőrkülönítményt kellett a főispánnak kirendelnie. November 24-én a nemzetőrséget arra való hivatkozással, – ami igaz volt – hogy nincs pénz a díjazásra, feloszlatták. A képviselőtestület úgy döntött, a közrend fenntartására polgárőrséget szervez. Mivel a szükséges anyagiak továbbra sem álltak rendelkezésre, az elképzelést úgy vélték megvalósíthatónak, hogy elrendelték: minden háztulajdonos köteles mint polgárőr egy fél éjszakát díjtalanul szolgálni. A szolgálat idejére fegyvert kaptak. Az özvegyeket és azokat, akiknek a férje még nem tért haza, fölmentették a kötelesség alól. Egyszerre 30 polgárőr volt szolgálatban, ami nagyjából elégségesnek bizonyult a normális közállapotok fenntartására, bár egy 1919. január 21-én kelt alispáni jelentés még „zavargásokat, fosztogatásokat” említ. Hogy a látszat ellenére nincs minden rendjén, azt más forrásból is tudjuk. Szuprics Vendel gerjeni, és Gutai Pál faddi földbirtokosokat Kecsmár István azzal fenyegette: „ő a vörösgárdát megalakítja” és hogy „nem fognak a község utcáin végigkocsikázni” az urak21. Panaszkodnak a földbirtokosok, hogy a „földbirtokosokkal szembeni gyűlölet s a szervezkedés miatt sem munkást, sem napszámost kapni nem lehet”. Érdekes módon az említett szervezkedés mögött a keresztény munkásegyletet vélik felfedezni, mert „nem a köznek megfelelő ügyeket tárgyalják, hanem ma és holnap kit fosszanak ki”. Tettlegességre azonban nem került sor, amihez hozzájárulhatott az Országos Propaganda Bizottság küldöttjének, Koszorú Gyulának a tevékenysége, aki 1919 februárjában érkezett a környékre s faddi származású lévén szót tudott érteni az emberekkel. Ugyanakkor tevékenysége kétértelmű volt. Egyrészt a kormány megbízottjaként tevékenységével hozzájárult a vármegye „nyugalmának” helyreállításához – sztrájkok leszerelése stb. –, másrészt Faddon tevékenyen közreműködött a márciusi hatalomváltás előkészítésében.
Március 5-én a jobboldal is szárnyat bontott. A Magyarország Területi Épségének Védelmi Ligája – TEVÉL – felhívásban fordult a lakossághoz, amit egy kisebb gyűlés keretében hirdettek ki. A felhívásban foglaltakkal a falu egyetértett s elhatározta a csatlakozást. Arra, hogy valamiféle szervezet alakult volna, nincsenek adatok.
A Tanácsköztársaság kikiáltása után Koszorú Gyula és Budai Imre szétkergette a községi elöljáróságot, direktóriumot szervezett s az áprilisi választásokig irányította a falut. Az új hatalmi szervek megválasztására 1919. április 19-én került sor. A választási törvény, illetve a vármegyei igazgatótanács rendeletére a község 50 tagból álló munkás-, katona- s földműves tanácsot választott. A tanácstagok megválasztották az intéző bizottságot, amelynek Koszorú Gyula, Vígh József, Tantos József, Telegdi Mihály és Szuprics János lettek a tagjai. Járási küldötté Koszorú Gyulát választották, akit később a Tanácsok Országos Gyűlésébe is delegáltak.
A kormányzótanács március 26-án elrendelte a 20 munkásnál többet foglalkoztató gyárak, bányák, közlekedési vállalatok, pénzintézetek, majd 27-én a közép- és nagy-birtok államosítását. Ezekből Faddot az iparosokra, kereskedelemre, nagyobb birtokokra vonatkozó rendeletek érintették. A kézművesipar köztulajdonba vételét úgy képzelték el, hogy minden iparágra nézve közös műhelyt állítottak volna fel, az iparosok magszokott munkabér mellett dolgoztak volna. Ennek megvalósítására a kisiparban történt kísérlet. Május 30-án Faddon megalakult egy cipőüzem a volt kisiparosokból.
Május közepéig a mezőgazdaságban nem történt jelentős változás. A Bartal-uradalmat és a 100 katasztrális holdnál nagyobb birtokokat fölleltározták, de nem vették köztulajdonba. Egyedül a Bartal-kastély kertjét tették hozzáférhetővé a nép számára. Hasonlóképpen a szocializálásnak csak az előkészületei történtek meg egyéb területeken is. Leltárba vették a fogyasztási szövetkezet, a takarékpénztár, a fakereskedés készleteit, ellenőrzés alá vették a malmokat. Júniusban „alakult” meg két termelőszövetkezet, de ezekről adataink nincsenek.
A változások sértették a módosabb elemek gazdasági, politikai érdekeit. Nem tudhatták, hogy a nagy uradalmak után nem kerülnek-e sorra az ő birtokaik is. Nehezen viselték azt is, hogy kiszorultak a község vezetéséből. Elsősorban őket érintették az erőszakos begyűjtések, amelyek csak növelték elégedetlenségüket.
A végsőkig elkeseredett parasztság ellenforradalminak nevezett felkelése június 19-én robbant ki Madocsán. 24 óra leforgása alatt a felkelők kezébe került Bölcske, Madocsa, Dunakömlőd.
Paks elfoglalása után a mozgalom gyorsan terjedt dél felé. Június 22-én este a „jobb módú polgárok” ellenforradalmat szerveztek. Koszorú megszökött, Budait elverték alaposan és direktóriumi társaival együtt fogságba vetették”. A hatalom a felkelők kezébe került. Hajnalban a bogyiszlóiakkal közösen megtámadták Tolnát. Benyomultak a laktanyába – meglepték az őrséget – két vörös-őrt megöltek. Mire a lakosság fölébredt, már kezükben volt az egész város. A faddi és a bogyiszlói parasztok tömegesen nyomultak be a városba mindenféle eszközzel fölfegyverkezve. A Szekszárd elleni támadás 23-án éjszaka összeomlott. Az ellen-akció nem váratott sokáig magára. A IV. hadtest alárendeltségébe tartozó csapatok, akiket főleg a Magyar Építőmunkások Szövetségének tagjaiból toboroztak, Krammer Sándor irányításával indultak ellentámadásra június 25-én. Még aznap „visszafoglalták” Tolnát, Bogyiszlót, Faddot.
A megtorlás azonnal megkezdődött. Tolnán kivégezték dr. Baranyai József bogyiszlói orvost és Vass Péter faddi pénzügyőrt azzal a váddal, hogy részt vettek az ellenforradalomban. Érdekes módon azért lettek ők az áldozatok, mert a tolnai munkástanács nem mert tolnait kivégeztetni – példa kellett, hogy rettegjen mindenki –, ezért a szomszédos falvakból kellett „bűnösöket behozatni”. Fadd határában agyonlőtték Szuprics Vendel gerjeni földbirtokos két fiát is. Júliusban elrendelték a túszszedést. 12 „jó polgárt” gyűjtöttek össze – Bartal Aurél nejét, Vajneza Juliska postamesternőt, Zsakal Gyula dohánybeváltó főtisztet – és az volt az elképzelés, hogy Szekszárdra kísérik őket a vármegyei börtönbe. Az elszállításra nem került sor, mert időközben a Tanácsköztársaság megbukott.
A nemzeti hadsereg megjelenésének előkészítésében jelentős szerepet játszott Bartal Aurél a falu legnagyobb földbirtokosa. Még márciusban elmenekült Faddról és előbb Bécsbe utazott, majd május végén a szerb vonalak mögött Szegedre érkezett. Június 6-án kinevezték Tolna vármegye főispánjának, majd július 18-án megbízatását kiterjesztették – kormánybiztosi minőségben- Somogy és Baranya megyékre is. Feladatának szabták, hogy Pécs környékén összegyűjtse az emigránsokat és felkészítse őket a fegyveres visszatérésre. Augusztus 3-án vagy 4-én érkezett Szekszárdra, és ahogy megfogalmazta, egyik fő feladatának tekintette a kommunistákat „összefogatni, és megérdemelt bűnhődéshez juttatni”. A „megérdemelt” büntetés aránytalanul nagyobb volt annál, mint ahány áldozatot a közös uralom követelt.
A „rendcsinálást” a Prónay-különítmény egységei hajtották végre 1919 augusztusában. A nemzeti hadsereg ezen csapatai – Mezey csoport – itt Gerjen és Fadd térségében keltek át augusztus 7-én vagy 8-án a Dunán. Az előőrs, 8-10 tiszt 8-án érkezett a faluba Gömbös János főhadnagy vezetésével. Még aznap agyonlőtték Csehák Pétert, aki tagja volt a Szocialista Párt helyi szervezetének, illetve a júniusi ellenforradalom leverése után a forradalmi törvényszék vádbiztosa volt.36 Augusztus 14-én újabb csapatok érkeztek – 30-40 tiszt és 200 közlegény – Dindorfer alezredes vezetésével. Ezeknek egy része négy hétig a faluban maradt. Augusztus 16-án agyonlőtték Erdős Márkot és Bloch Ferencet, majd 29-én Pálinkás János Mihályt, a községi tanács tagjait. Bogyiszlón végeztek Hága Mihály vörösőrrel. Veinberger Mór halálának körülményei ismeretlenek.
Az 1919. augusztusi eseményeknek van egy érdekes mozzanata. Bozsody György János képviselő 1930. március 1-jén egy levélben arról tett említést, hogy Horthy Miklós Fajsznál kelt át a Dunán augusztus 14-én, majd másnap Faddon bontott zászlót – Nagyboldogasszony napján – és indult tovább Siófok felé. Mivel más forrásokból tudjuk, hogy a leendő kormányzó augusztus 13-án repülőgéppel utazott Szegedről Siófokra, a képviselő forrásai tévesek lehetnek. Valószínűleg Bernátsky tábornokot – vagy seregének valamelyik tagját- keverte össze Horthyval. Ugyanis a tábornok csapatai augusztus 14-én Fajsznál keltek át a Dunán s vonultak tovább. Lehetséges, hogy Dindorfer alezredes intézett valamilyen beszédet a lakossághoz, miután 14-én megérkezett.

## Közélete

### Polgármesterei
- 1990–1994: Tóth Ferenc (független)[3]
- 1994–1998: Antus András (független)[4]
- 1998–2002: Kocsner Antal (MSZP)[5]
- 2002–2005: Kocsner Antal (MSZP)[6]
- 2005–2006: Fülöp János (Fidesz-MDF)[7]
- 2006–2010: Fülöp János (Fidesz-KDNP-Faddi Polgári Egyesület)[8]
- 2010–2014: Fülöp János (KDNP-Fidesz-Faddi Polgári Egyesület)[9]
- 2014–2019: Fülöp János (Fidesz-Faddi Polgári Egyesület)[10]
- 2019–2022: Fülöp János (Fidesz-KDNP)[11]
- 2022–2024: Bordács József (független)[12]
- 2024– : Bordács József (Fidesz-KDNP)[1]

A településen 2005. november 13-án időközi polgármester-választást tartottak, az előző polgármester lemondása miatt.
2022. szeptember 11-én ugyancsak időközi polgármester-választást kellett tartani Faddon, mert a korábbi polgármester 2022. május 31-én, egészségügyi okokból lemondott tisztségéről. A tisztségért nem kevesebb, mint nyolc jelölt indult, a győztes a szavazatok 43,19 %-át szerezte meg.

## Népesség
A település népességének változása:
| Lakosok száma | 4199 | 4131 | 4083 | 3960 | 3968 | 4012 | 3925 |
|               | 2013 | 2014 | 2015 | 2021 | 2022 | 2023 | 2024 |

A 2011-es népszámlálás során a lakosok 86,3%-a magyarnak, 8,7% cigánynak, 0,9% németnek, 0,3% románnak mondta magát (13,7% nem nyilatkozott; a kettős identitások miatt a végösszeg nagyobb lehet 100%-nál). A vallási megoszlás a következő volt: római katolikus 46,8%, református 10,8%, evangélikus 0,3%, görögkatolikus 0,1%, felekezeten kívüli 17,5% (24,1% nem nyilatkozott).
2022-ben a lakosság 90,6%-a vallotta magát magyarnak, 7,6% cigánynak, 1,2% németnek, 0,1-0,1% örménynek, bolgárnak, ukránnak és románnak, 1,1% egyéb, nem hazai nemzetiségűnek (9,3% nem nyilatkozott; a kettős identitások miatt a végösszeg nagyobb lehet 100%-nál). Vallásuk szerint 34,6% volt római katolikus, 8,1% református, 0,5% evangélikus, 0,2% görög katolikus, 0,4% egyéb keresztény, 1,3% egyéb katolikus, 18,7% felekezeten kívüli (36,1% nem válaszolt).

## Nevezetességei

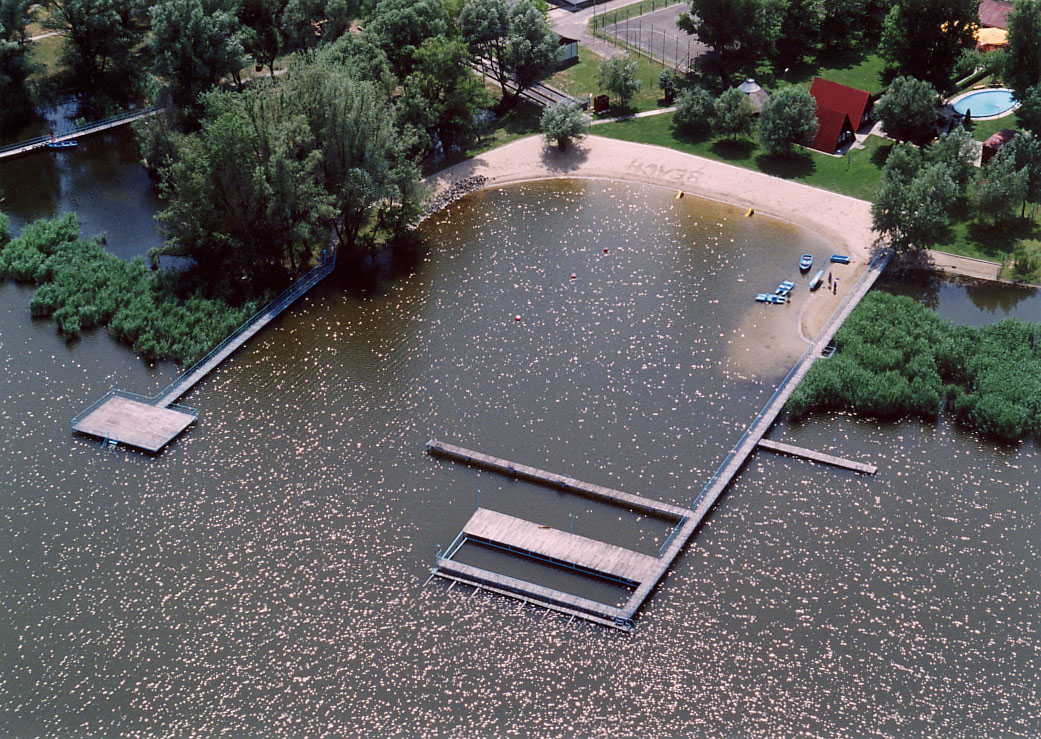
A holt Duna-ágak mellett üdülőtelepek alakultak ki

- A református templom a település legrégebbi épülete. Tolna megye egyetlen paraszt-barokk temploma, alapkövét 1787. január 9-én rakták le.
- A Dombori Duna-strand országos hírű.
- Bartal szobor

## Neves személyek
- Itt született 1856-ban Bali Mihály állami ítéletvégrehajtó
- Innen származik Gutay László fizikus professzor.
- Itt hunyt el 1875-ben Bartal György magyar politikus, földművelési- ipar- és kereskedelmi miniszter.
- Itt született 1923. február 21-én Szarka József egyetemi tanár, a neveléstudományok doktora († 2014. október 24.)
- Itt született 1927. július 16-án Farkas János mezőgazdász, országgyűlési képviselő († 2003)
- Itt született 1932. április 21-én Molnár M. György Babits-díjas festő, rajztanár, a Győri Művésztelep egyik megalapítója († 2022. augusztus 17.)